# Liwonde
Liwonde, ou Livonde, est une ville située dans le district de Machinga, dans la région méridionale du Malawi.

## Géographie
Située dans le district de Machinga, dans la région méridionale du Malawi, Liwonde se trouve dans la vallée de la rivière Shire. Son principal repère est la route qui relie Zomba à Lilongwe, faisant de la ville un carrefour important entre Balaka, Machinga, Mangochi et Zomba.
Un autre repère important de Liwonde est la zone de conservation de la nature du parc national de Liwonde. La ville sert ainsi de dortoir, de centre de soutien et de base d'accès pour les touristes et les chercheurs se rendant au parc national de Liwonde. Les excursions à l'intérieur du parc partent de Liwonde en naviguant le long de la rivière Shire (tout au long de l'année) ou en voiture sur les routes d'accès.

## Démographie
Les principaux groupes ethniques de la ville sont les Chewas et les Yaos, avec des minorités de Ngoni et de Lomwe. Il existe un groupe important d'expatriés laissés par la guerre civile mozambicaine, ainsi que des immigrants asiatiques.
| Année | Population, |
| ----- | ----------- |
| 1987  | 8,694       |
| 1998  | 15,701      |
| 2008  | 22,927      |
| 2018  | 36,421      |

### Climat
Dans la région de la ville de Liwonde, le climat de savane tropicale (Aw) prédomine, avec une sensation thermique élevée tout au long de la journée.

#### Végétation
La savane qui entoure la ville est caractérisée par la faible densité d'arbres, en particulier de nombreux buissons. Parmi les grands arbres, le baobab se distingue.

## Économie
L'économie de Liwonde est essentiellement agricole, axée sur la production de farine de maïs, de tomates, d'oignons, de chou, de bananes, de citrouilles, de manioc, de patates douces, de pommes de terre irlandaises, de canne à sucre, de riz et de haricots. Il existe également un élevage important de chèvres pour la consommation de viande, ainsi qu'un élevage de volailles pour la consommation d'œufs. 
En tant que centre régional pour les villes voisines, Liwonde abrite des centres commerciaux de détail tels que PTC, McConnell's et Euro Superette, qui fournissent à la ville de la nourriture, des articles divers et des boissons.

## Infrastructure
En 2002, la ville disposait d'une alimentation en eau et en électricité pour les résidences, mais elle n'était pas accessible à la majorité de la population. Il y avait également une téléphonie fixe et mobile, avec des problèmes de signal. Liwonde disposait également d'un hôpital.
La ville possède une gare ferroviaire sur la ligne de chemin de fer Nacala, sous concession de la Central East African Railways. La ville de Liwonde possède l'une des gares ferroviaires les plus importantes de la ligne de chemin de fer Nacala, reliant Mwanza et Nkaya (à l'ouest) à Nayuchi et au port de Nacala (à l'est).